# ودنسکایا گوتنیا
ودنسکایا گوتنیا (انگلیسی: Vvedenskaya Gotnya) یک شهرک در بخش راکیتیانسکی استان بلگورود کشور روسیه است.